# Estación de autobuses de Málaga
La Estación de autobuses de Málaga se encuentra situada en la intersección entre el paseo de los Tilos y el pasaje La Unión del distrito Cruz de Humilladero la capital de Málaga, España.

## Historia
La estación de autobuses fue construida por el Ayuntamiento de Málaga e inaugurada en 1985 siguiendo un diseño postmoderno del arquitecto José Seguí. Su diseño consiste en el juego de volúmenes y la preocupación por los valores textuales de los materiales empleados: ladrillo, hormigón y cristal. También cabe destacar los sonidos de búhos para espantar palomas, al principio la gente no se lo creía, pero es verdad.
En invierno de 2009, parte de las chapas de su cubierta fueron arrancadas y algunos cristales se rompieron a causa del tornado que azotó Málaga.
Está integrada en el intercambiador de El Perchel que lo une con la estación de tren de Málaga-María Zambrano y su sección subterránea de Cercanías Málaga y con la Estación de El Perchel del Metro de Málaga. Se encuentra a 2 kilómetros del Puerto de Málaga y a 9 km del Aeropuerto de Málaga-Costa del Sol.
En abril de 2015 se abrió el Museo del Transporte en la primera planta de la estación de autobuses, que muestra una amplia variedad de documentos y objetos relacionados con el transporte urbano desde mediados del siglo XIX hasta la actualidad.

## Líneas

### Líneas de autobús interurbano

Bus interurbano del CTMAM.

| Líneas interurbanas del Consorcio de Transporte Metropolitano del Área de Málaga con cabecera/parada en la estación de autobuses de Málaga | Líneas interurbanas del Consorcio de Transporte Metropolitano del Área de Málaga con cabecera/parada en la estación de autobuses de Málaga | Líneas interurbanas del Consorcio de Transporte Metropolitano del Área de Málaga con cabecera/parada en la estación de autobuses de Málaga | Líneas interurbanas del Consorcio de Transporte Metropolitano del Área de Málaga con cabecera/parada en la estación de autobuses de Málaga | Líneas interurbanas del Consorcio de Transporte Metropolitano del Área de Málaga con cabecera/parada en la estación de autobuses de Málaga |
| Línea | Trayecto | Recorrido y Horarios | Plano | |
| --- | --- | --- | --- | --- |
| M-110 | Málaga-Benalmádena Costa (fuera de la Estación)                                                                                            | Recorrido y Horarios | Plano | |
| M-112 | Málaga-Mijas | Recorrido y Horarios | Plano | |
| M-113 | Málaga-Fuengirola-Las Lagunas (Directo) (fuera de la Estación)                                                                             | Recorrido y Horarios | Plano | |
| M-117 | Málaga-Fuengirola-Las Lagunas (fuera de la Estación)                                                                                       | Recorrido y Horarios | Plano | |
| M-131 | Málaga-Cártama (fuera de la Estación) | Recorrido y Horarios | Plano | |
| M-132 | Málaga-Alhaurín el Grande | Recorrido y Horarios | Plano | |
| M-133 | Málaga-Alhaurín de la Torre-Pinos de Alhaurín                                                                                              | Recorrido y Horarios | Plano | |
| M-135 | Málaga-Santa Amalia | Recorrido y Horarios | Plano | |
| M-146 | Cártama-El Sexmo-Teatinos-Málaga (fuera de la Estación)                                                                                    | Recorrido y Horarios | Plano | |
| M-147 | Málaga-Teatinos-Cártama (fuera de la Estación)                                                                                             | Recorrido y Horarios | Plano | |
| M-148 | Málaga-El Sexmo-Cártama (fuera de la Estación)                                                                                             | Recorrido y Horarios | Plano | |
| M-151 | Málaga-Casabermeja-Arroyo Coche | Recorrido y Horarios | Plano | |
| M-161 | Málaga-Totalán | Recorrido y Horarios | Plano | |
| M-162 | Málaga-Olías | Recorrido y Horarios | Plano | |
| M-230 | Málaga-Coín (por Alhaurín de la Torre y Alhaurín el Grande)                                                                                | Recorrido y Horarios | Plano | |
| M-231 | Málaga-Pizarra-Álora | Recorrido y Horarios | Plano | |
| M-233 | Málaga-Pizarra-Álora (Directo) | Recorrido y Horarios | Plano | |
| M-234 | Málaga-Pizarra | Recorrido y Horarios | Plano | |
| M-250 | Málaga-Almogía-Pastelero | Recorrido y Horarios | Plano | |
| M-251 | Málaga-Colmenar | Recorrido y Horarios | Plano | |
| M-253 | Málaga-Casabermeja-Antequera | Recorrido y Horarios | Plano | |
| M-254 | Málaga-Casabermeja-Rute | Recorrido y Horarios | Plano | |
| M-260 | Málaga-Vélez Málaga (por Torre de Benagalbón)                                                                                              | Recorrido y Horarios | Plano | |
| M-261 | Málaga-Benagalbón-Moclinejo | Recorrido y Horarios | Plano | |
| M-262 | Málaga-Benagalbón-Almáchar | Recorrido y Horarios | Plano | |
| M-320 | Málaga-Marbella | Recorrido y Horarios | Plano | |
| M-330 | Málaga-Zalea-El Burgo | Recorrido y Horarios | Plano | |
| M-331 | Málaga-Zalea-Ronda | Recorrido y Horarios | Plano | |
| M-332 | Málaga-Zalea-Algodonales | Recorrido y Horarios | Plano | |
| M-333 | Málaga-Zalea-Alozaina | Recorrido y Horarios | Plano | |
| M-344 | Málaga-Tolox (por Alhaurín de la Torre y Alhaurín el Grande)                                                                               | Recorrido y Horarios | Plano | |
| M-345 | Málaga-Coín (por Cártama) | Recorrido y Horarios | Plano | |
| M-360 | Málaga-Olías-Comares | Recorrido y Horarios | Plano | |
| M-362 | Málaga-Nerja (por Torre de Benagalbón) | Recorrido y Horarios | Plano | |
| M-363 | Málaga-Torrox (por Torre de Benagalbón) | Recorrido y Horarios | Plano | |
| M-364 | Málaga-Periana (por Torre de Benagalbón)                                                                                                   | Recorrido y Horarios | Plano | |
| M-365 | Málaga-Riogordo (por Torre de Benagalbón)                                                                                                  | Recorrido y Horarios | Plano | |

### Líneas de autobús urbano
| Líneas de autobús urbano con parada cerca de la estación de autobuses | Líneas de autobús urbano con parada cerca de la estación de autobuses | Líneas de autobús urbano con parada cerca de la estación de autobuses | Líneas de autobús urbano con parada cerca de la estación de autobuses |
| Línea                                                                 | Trayecto                                                              | Frecuencia Media (Laborables)                                         |                                                                       |
| --------------------------------------------------------------------- | --------------------------------------------------------------------- | --------------------------------------------------------------------- | --------------------------------------------------------------------- |
| 1                                                                     | Parque del Sur - Avda. Europa (San Andrés)                            | 8-9 minutos                                                           |                                                                       |
| 3                                                                     | Puerta Blanca - El Palo (carretera de Olías)                          | 9-10 minutos                                                          |                                                                       |
| 4                                                                     | Paseo del Parque - Cortijo Alto (Ciudad de Justicia)                  | 10-11 minutos                                                         |                                                                       |
| 5                                                                     | Alameda Principal - Guadalmar                                         | 25-30 minutos                                                         |                                                                       |
| 9                                                                     | Alameda Principal - Churriana                                         | 50 minutos                                                            |                                                                       |
| 10                                                                    | Alameda Principal - Churriana                                         | 50 minutos                                                            |                                                                       |
| 7                                                                     | Miraflores - Parque Litoral                                           | 9-12 minutos                                                          |                                                                       |
| 19                                                                    | Paseo del Parque - Santa Rosalía (Campanillas)                        | 30 minutos                                                            |                                                                       |
| 20                                                                    | Los Prados - Jardín de Málaga – Alegría de la Huerta                  | 15 minutos                                                            |                                                                       |
| 27                                                                    | Avenida M. A. Heredia - Polígono I. Guadalhorce                       | 70-80 minutos                                                         |                                                                       |
| C1                                                                    | Circular 1                                                            | 12 minutos                                                            |                                                                       |
| C2                                                                    | Circular 2                                                            | 12 minutos                                                            |                                                                       |
| A                                                                     | Paseo del Parque – Aeropuerto                                         | 23-30 minutos                                                         |                                                                       |

Las líneas de bus urbano incluidas dentro del consorcio son las pertenecientes a la EMT de Málaga capital y de Alhaurín de la Torre. El trasbordo entre líneas interurbanas o una línea de la EMT y una línea interurbana metropolitana goza de descuento en caso de que el pago se realice con la tarjeta monedero/billete único. Las líneas de transporte urbano de otros municipios (como en los Urbanos de Benalmádena, Urbanos de Torremolinos, Rinconbus, autobús urbano de Mijas o en los autobuses urbanos de Fuengirola) no están regidos por ningún tipo de integración tarifaria y tienen sus propios títulos y bonos de viaje.

### Líneas de ferrocarril de cercanías
Con el Billete Único se puede abonar cualquier viaje en las líneas de ferrocarril de cercanías de Málaga (C-1 y C-2), convirtiéndose así en el primer título de viaje multimodal del Área de Málaga (autobuses interurbanos, autobuses urbanos de Málaga capital y Alhaurín de la Torre, y ferrocarriles de cercanías).
| Líneas de tren de cercanías | Líneas de tren de cercanías      | Líneas de tren de cercanías | Líneas de tren de cercanías |
| Línea                       | Trayecto                         | Recorrido                   | Operadora                   |
| --------------------------- | -------------------------------- | --------------------------- | --------------------------- |
|                             | Málaga - Aeropuerto - Fuengirola | 31 km                       | Renfe                       |
|                             | Málaga - Álora                   | 38 km                       | Renfe                       |

### Líneas de metro
| Líneas de metro | Líneas de metro                      | Líneas de metro | Líneas de metro           |
| Línea           | Trayecto                             | Recorrido       | Operadora                 |
| --------------- | ------------------------------------ | --------------- | ------------------------- |
|                 | El Perchel - Andalucía Tech          | 7'5 km          | Consorcio Privado-Público |
|                 | El Perchel - Palacio de los Deportes | 5'7 km          | Consorcio Privado-Público |

Además de las líneas del Consorcio de Transporte Metropolitano del Área de Málaga, también hay conexión con las principales ciudades de España y de Andalucía así como con varios destinos internacionales.